# 東の狼
東の狼（ひがしのおおかみ、The Wolves of the East）は、2016年に製作された日本映画。なら国際映画祭NARAtiveプロジェクトの第4回目の作品にあたる。東吉野村で撮影された。日本での劇場公開は2018年。

## あらすじ
1905年に最期のニホンオオカミが捕獲された地である奈良県東吉野村。ここで猟師会の会長を務めるアキラは絶滅したニホンオオカミに執着している。ニホンオオカミ捕獲の為に猟師会の資金を使いこんだことが原因で会長職引退を余儀なくされる。アキラは孤独の中、かつて船乗りだった昔にキューバで恋に落ちた女性への想い、オオカミへの想いを募らせ、深い吉野の森へと入り込んでいく。

## 関連作品
- 『キューバの恋人』（1969年、日本、監督：黒木和雄）